# مصريون في قطر
الجالية المصرية في قطر عبارة عن المواطنين المصريين المقيمين في دولة قطر بصفة دائمة أو مؤقتة أغلبهم من أجل العمل وبعضهم من أجل الدراسة أو لأسباب اجتماعية، وتعتبر قطر مقصد للمصريين المغتربين حيث وصل أخر تعداد إحصائي إن تعداد الجالية المصرية في قطر  230,000 مقيم مصري في قطر و يعملون بكافة المجالات. وهذا العدد الكبير مقارنة بمساحة دولة قطر الصغيرة نسبياً والمقدرة 11,437 كم2 ينم عن بصمة المصريين البارزة في مسيرة التقدم والرخاء التي تشهدها دولة قطر الشقيقة؛

## سفارة جمهورية مصر العربية في قطر

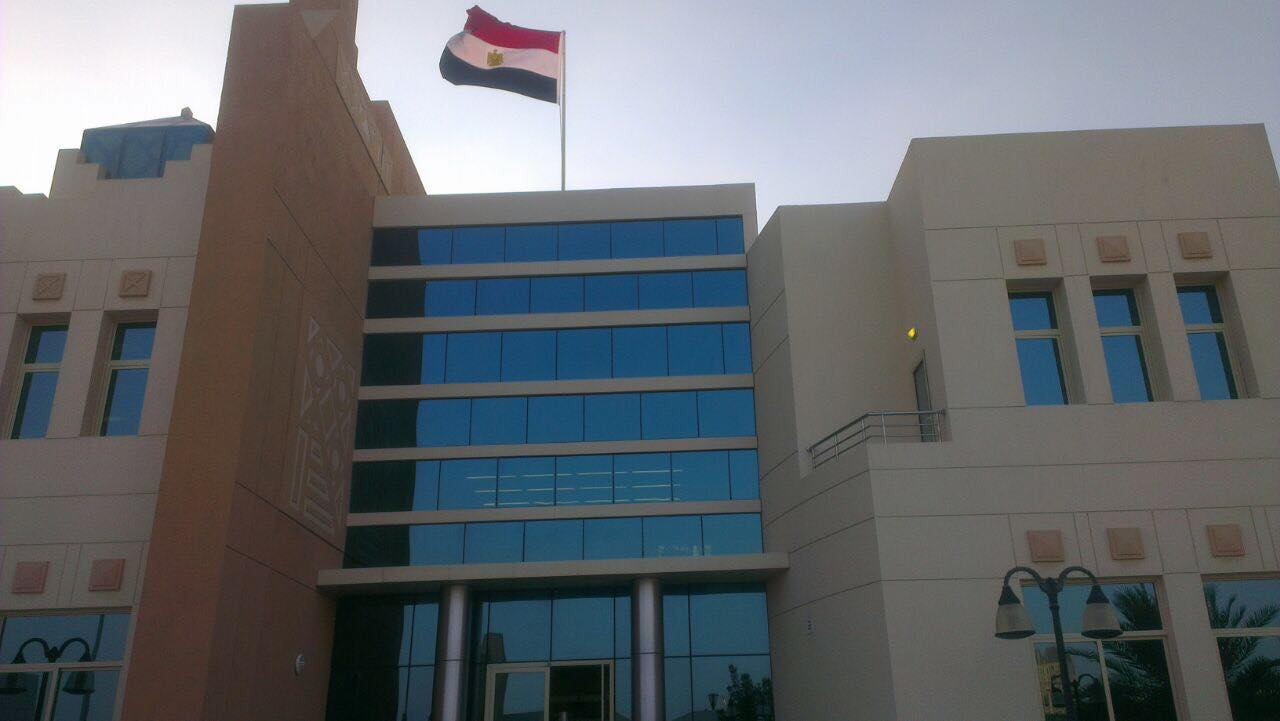
سفارة مصر في الدوحة

سفارة مصر في قطر هي بعثة جمهورية مصر العربية الدبلوماسية بدولة قطر مهمتها تمثيل مصر والدفاع عن مصالحها والعمل على توطيد العلاقات الثنائية بين البلدين على كافة الأصعدة السياسية والإقتصادية والتجارية...الخ ولتسهيل أعمال وشؤون مواطني مصر المقيمين في دولة قطر.

تقع السفارة المصرية في العاصمة القطرية الدوحة بمجمع السفارات بالدفنة مقابل مركز الدوحة للمعارض والمؤتمرات.

### سفير جمهورية مصر العربية في الدوحة
الاسم: محمد مرسى

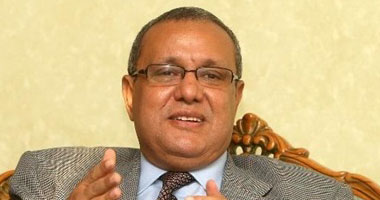
سعادة السفير محمد مرسي

المنصب السابق: مساعد وزير الخارجية مدير إدارة الشئون السودانية

المنصب الحالى: سفير جمهورية مصر العربية في الدوحة

المؤهلات العلمية: بكالوريوس الاقتصاد والعلوم السياسية

البعثات التي عمل بها: كينيا-بريطانيا – السعودية-اليمن

الحالة الاجتماعية: متزوج ولدية ثلاث كريمات

### مكتب التمثيل العمالي بالدوحة

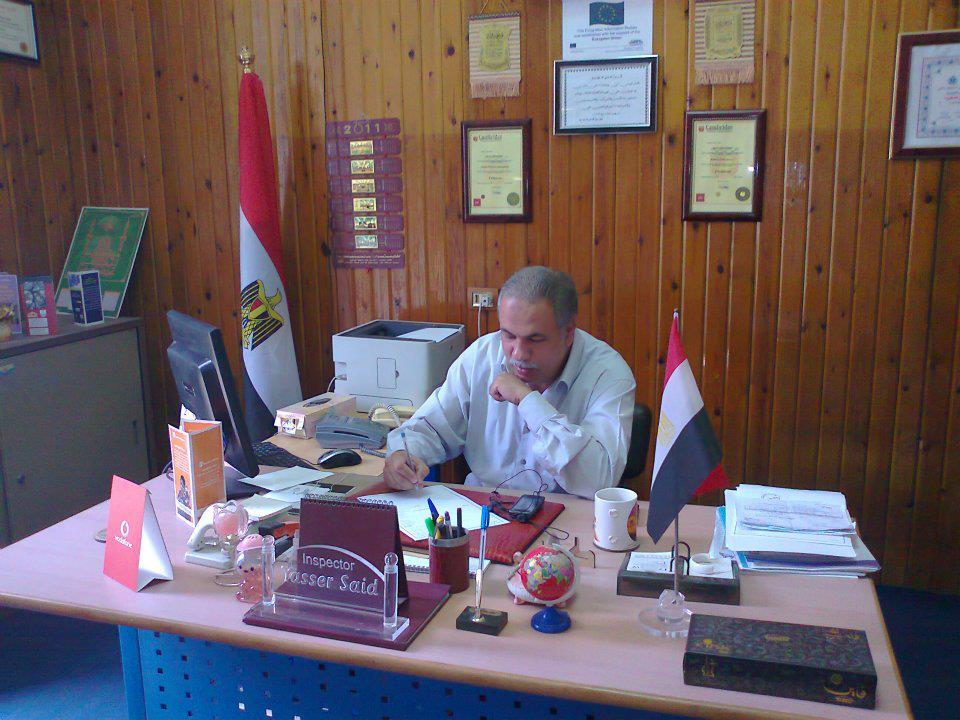
المستشار العمالي ياسر سعيد

نبذة عن رئيس مكتب التمثيل العمالي بسفارة جمهورية مصر العربية في الدوحة المستشار/ ياسر سعيد- - وزارة القوى العاملة والهجرة.
 
الاسم: ياسر احمد سعيد المصري

العمل الحالي: المستشار العمالي بسفارة جمهورية مصر العربية بدولة قطر

العمل السابق: مدير مكتب استشارات الهجرة بالإسكندرية

الخدمة العسكرية: أنهى الخدمة ضابط بالقوات البحرية 10/1987

من مهام المكتب:
1. المساهمة في توفير فرص العمل وفتح الأسواق الجديدة للعمالة المصرية.
2. العمل على حل المشاكل العمالية طبقاً للأحكام والقوانين الخاصة بالعمال بجمهورية مصر العربية والدولة المضيفة قطر.
3. تنسيق التعاون التجاري بين البلدين عن طريق تنظيم تبادل الزيارات واللقاءات بين المسئولين في كلا البلدين.
4. متابعة الأنشطة التجارية في دولة قطر.

### المكتب الثقافي المصري بالدوحة

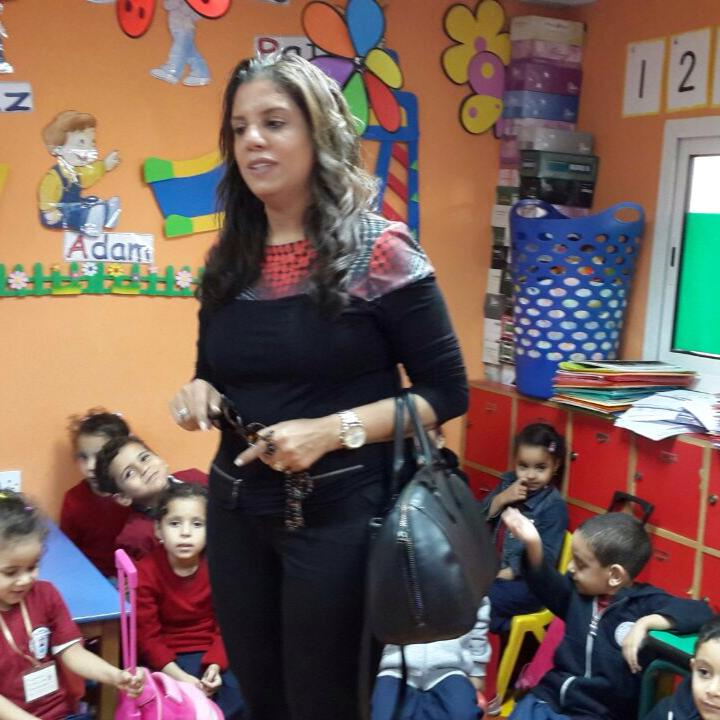
الدكتورة راندا رزق الملحق الثقافي بسفارة مصر في الدوحة

رئيس المكتب الثقافي المصري بالدوحة الدكتورة/ راندا رزق - وزارة التعليم العالي. ومن مهام المكتب:
1. متابعة تنفيذ الاتفاقية الثنائية الموقعة بين جمهورية مصر العربية ودولة قطر والعمل على توثيق العلاقات الثقافية بين البلدين من خلالها.
2. تعزيز العلاقات الثقافية والأكاديمية بين الجامعات والمؤسسات والهيئات العلمية في مصر ومثيلاتها في دولة قطر.
3. توثيق أواصر التعاون في ما بين المؤسسات التعليمية والثقافية والجهات الرسمية والجامعات والمعاهد والمراكز والمؤسسات العلمية في دولة قطر وجمهورية مصر العربية.
4. تنسيق التعاون الثقافي والعلمي والتربوي بين البلدين عن طريق تنظيم تبادل الزيارات واللقاءات بين المسئولين في كلا البلدين.
5. متابعة الأنشطة الثقافية والعلمية في دولة قطر.
6. تبادل المطبوعات والمحفوظات والوثائق والإصدارات العلمية والفنية والتعليمية والثقافية والمكتبات الوطنية في ما بين البلدين.
7. الإشراف على سير العملية التعليمية بالمدارس المصرية الخاصة بدولة قطر.

## المدارس المصرية الخاصة بدولة قطر

### المدرسة المصرية للغات بدولة قطر
المدرسة المصرية للغات في قطر إحدى المدارس الخاصة بمصروفات خارج جمهورية مصر العربية وتتمتع بشخصية اعتبارية مستقلة وفقاً لأحكام القوانين واللوائح القطرية وتدار المدرسة من خلال المكتب الثقافي بسفارة جمهورية مصر العربية في الدوحة. وتقوم المدرسة المصرية للغات بتدريس المراحل التعليمية (تمهيدي - ابتدائي - إعدادي - ثانوي) للبنون والبنات. و موقعها بالمعمورة أبو هامور تليفون 44685385 فاكس 44681682.

### مدرسة القاهرة الخاصة بدولة قطر
مدرسة القاهرة الخاصة في قطر تدرس المنهج المصري عربي لغات للمراحل التعليمية (تمهيدي - ابتدائي - إعدادي - ثانوي) للبنون والبنات. وموقعها العزيزية امام سور حديقة الحيوان أمام مدرسة العزيزية، تليفون: 44503704

## المجالس والروابط المصرية العاملة بدولة قطر

### مجلس إدارة الجالية المصرية في قطر
مجلس إدارة الجالية المصرية في قطر يتم انتخابه كل 3 أعوام من قِبل الجالية المصرية في قطر طبقاً للائحة النظام الأساسي والخاصة بتنظيم شؤون الجالية المصرية بدولة قطر. ويترأس مجلس إدارة الجالية المصرية للدورة 2011-2014 الدكتور محمد النجار.

يعتبر مجلس إدارة الجالية المصرية في قطر القائم بتسيير أعمال وتقديم الخدمات لأعضاء الجمعية العمومية والمكونة من جميع المصريين المقيمين على أرض دولة قطر ويحملون إقامة قطرية سارية المفعول. حيث يقوم مجلس إدارة الجالية المصرية بهذا الدور بالتنسيق مع سفارة مصر في قطر وباقي روابط المصريين العاملة على تصنيفاتها (النوعية - المهنية - الجغرافية) 

### شباب الجالية المصرية في دولة قطر
شباب الجالية المصرية في دولة قطر: هو أول تجمع شبابي في قطر على الفيس بوك حيث إنشاء الجروب في 10 أكتوبر من عام 2010 ليصبح بعد ذلك على أرض الواقع، فهو أول جروب شباب يجمع الأف من المصريين على أرض دولة قطر في يوماً واحد وكان ذلك في السادس من أكتوبر عام 2011 من أجل الأحتفال بنصر السادس من أكتوبر الذي يعتبر أكبر نصر للمصريين، ومن بعد ذلك ينتشر شباب جروب الجالية المصرية في دولة قطر على أ{ض الواقع حيث أنهم نضمه أكثر من رحله للمصريين في قطر وقبل الجميع عام 2011 وعام 2012 ومن بعد ذلك يتغير النشاط ليصبح خدمي فقط وتطوعي، حيث ركز شباب الجالية على العمل الخير والإنساني فقط وترك مجال الرحلات لإصدقائهم في نادى المصريين في دولة قطر، ليبدء عملهم في حملة التبرع بالدم عام 2012 وبرعاية مركز التبرع بالدم التابع لمؤسسة حمد الطبية بدولة قطر وتستمر الحملة سنوياً حتى يومنا هذا وكانت أخر حملاتهم في شهر أبريل 2016، كما أن الشباب عمل بالتطوع في مساعدة الروابط الآخرى في أي عمل إنساني يقدموا، ومن أشهر أعمال شباب الجالية هو حملة التبرع بالملابس المستعملة وشنطة رمضان والإفطار الجماعي للشباب والعائلات في كل رمضان، ومؤسس جروب شباب الجالية المصرية في دولة قطر هو المستشار القانوني السيد / خالد الحوت، والمتحدث الإعلامي لهم هو الأستاذ الإعلامي السيد / أحمد عصفور ومن أهم أعضاء الجروب هم الأستاذ مدحت الفقي مؤسس جروب (وظائف قطر) الجروب التابع للشباب الجالية والأكثر انتشاراً في الشرق الأوسط، والسيد المصمم / زهير البسوني، والمهندس / محمد جيلاني مدير جروب الإجراءات القانونية والحكومية في قطر الجروب الأكبر سمعه داخل دولة قطر والذي يرد على جميع إستسفارات المصريين والغير مصريين بخصوص الخدمات الحكومية والانونية ويساعد المهندس محمد جيلاني في ذلك الأستاذ / حسام الطيب. كما يوجد الكثير من المطوعين يعملون مع شباب الجالية.[بحاجة لمصدر]

### نادي المصريين في قطر
نادي المصريين في قطر عبارة عن كيان شبابي جامع لكل المصريين المقيمين بدولة قطر الشقيقة، ويعمل على خدمتهم وتعزيز ترابطهم وتواصلهم وحل مشاكلهم وحشد طاقاتهم للمساهمة في القضايا القومية وللإسهام فكريا ومادياً في معالجتها والتصدي لها، كما يعمل نادي المصريين على التعريف بجمهورية مصر العربية وابراز وجهها المشرق والتعريف بتاريخها وثقافتها وتراثها، ويعمل النادي على التواصل مع الشعب القطري الشقيق وكل الجاليات بما يعود بالنفع على الجميع مع التقيد واحترام قوانين دولة قطر.

يسعى القائمون على نادي المصريين في قطر والذي تم تأسيسه نوفمبر 2011 على إنشاء مقر اجتماعي للجالية المصرية يتواصلون اجتماعياً من خلاله بالإضافة إلى تقديم عدد من الخدمات لأعضاء الجالية ومنها (العلمية - الثقافية - الرياضية - الفنية - والخدمات المتعلقة بالمرأة والطفل). يترأس مجلس إدارة نادي المصريين في قطر المهندس/ إبراهيم محمد نجيب.

### رابطة السيدات المصريات بدولة قطر
رابطة السيدات المصريات في قطر عبارة عن مجموعة من السيدات المصريات المحبات لبلدنا الحبيبة مصر والمحبات للمشاركة في العمل المجتمعي والمساهمة في الخير. رئيس مجلس الإدارة المهندسة/ غادة المندوري.

### رابطة المصريين بمسيعيد
رابطة المصريين بمدينة مسيعيد في قطر هي رابطة جغرافية تهتم بتسيير أمور وتواصل أعضاء الجالية المصرية المقيمين بمدينة مسيعيد - قطر. رئيس مجلس الإدارة المهندس/ سعيد أبو العزائم.

### رابطة المصريين بدخان
رابطة المصريين بمدينة دخان في قطر هي رابطة جغرافية تهتم بتسيير أمور وتواصل أعضاء الجالية المصرية المقيمين بمدينة دخان - قطر. رئيس مجلس الإدارة المهندس/ ياسر الغرباوي.

### رابطة المصريين بالدوحة
رابطة المصريين بالدوحة هي رابطة جغرافية تهتم بتسيير أمور وتواصل أعضاء الجالية المصرية المقيمين بمدينة الدوحة - قطر. رئيس مجلس الإدارة الأستاذ/ محمد الجزار.